# Calum MacDonald
Calum Alistair MacDonald (* 7. Mai 1956) ist ein schottischer Politiker der Labour Party.

## Leben
MacDonald wurde in eine Familie von Croftern geboren. Er besuchte die Bayble School und das Nicolson Institute in Stornoway auf der Hebrideninsel Lewis. Er studierte dann an der Universität Edinburgh und war als Dozent für politische Philosophie an der Universität von Kalifornien in Los Angeles tätig. Außerdem war MacDonald Vorsitzender des Future of Europe Trust.

## Politischer Werdegang
Seit der Labour-Politiker Malcolm Macmillan bei den Unterhauswahlen 1970 das Mandat des Wahlkreises Western Isles verloren hatte, hielt der SNP-Politiker Donald Stewart das Mandat gegen verschiedene Kandidaten der Labour Party. Bei den Unterhauswahlen 1987 schickte die Partei MacDonald ins Rennen. Damit beerbte er seinen Parteikollegen Brian Wilson. Stewart zog sich zu diesen Wahlen zurück, sodass auch die SNP mit Ian Smith einen neuen Kandidaten aufstellte. Am Wahltag erhielt MacDonald 42,7 % der Stimmen und setzte sich damit deutlich gegen seine Kontrahenten durch. MacDonald hielt sein Mandat bei den folgenden Unterhauswahlen 1992, 1997 sowie 2001 und vertrat den Wahlkreis damit für vier Wahlperioden im britischen Unterhaus. Nach Stimmverlusten konnte sich MacDonald bei den Unterhauswahlen 2005 nicht gegen den SNP-Kandidaten Angus MacNeil behaupten und schied aus dem Parlament aus.
1997 wurde MacDonald zum Parlamentssekretär des Schottland-Ministers Donald Dewar bestellt. Im Scottish Office hatte er zwischen 1997 und 1999 einen Ministerposten inne. Auf parlamentarischer Ebene blieb MacDonald eher blass, insbesondere nach 1999. Er wird als ruhiger und überlegter Charakter beschrieben.